# Цепкоплодник
Цепкоплодник, или Торилис, или Пупырник (лат. Torilis), — род травянистых растений семейства Зонтичные (Apiaceae), распространённый в Старом Свете.

## Ботаническое описание
Однолетние травянистые растения, более или менее опушённые прижатыми щетинками. Корни тонкие, стержневые. Стебли одиночные, прямостоячие или приподнимающиеся, ветвящиеся. Листья дважды или трижды перисторассечённые, с невздутыми влагалищами.
Цветки обоеполые или частично тычиночные, собраны в сложные зонтики. Лепестки белые или красноватые, обратнояйцевидные или обратносердцевидные, выемчатые. Плод яйцевидный, эллиптический или продолговато-цилиндрический, часто покрыт многочисленными крючковидно загнутыми щетинками.

## Классификация

### Таксономия[3]
Torilis Adans., 1763, Fam. Pl. 2: 99
Род Цепкоплодник относится к семейству Зонтичные (Apiaceae) порядка Зонтикоцветные  (Apiales). Кладограмма в соответствии с Системой APG IV:
|  |                                      |  |                                   |                                   |                     |  | ещё 6 семейств |               |                  |                                                                               |
|  |                                      |  |                                   |                                   |                     |  |                |               |                  | 13 подтвержденных и 6 в статусе "непроверенных" видов и инфравидовых таксонов |
|  |                                      |  |                                   | порядок Зонтикоцветные            |                     |  |                |               | род Цепкоплодник |                                                                               |
|  |                                      |  |                                   | порядок Зонтикоцветные            |                     |  |                |               | род Цепкоплодник |                                                                               |
|  | отдел Цветковые, или Покрытосеменные |  |                                   |                                   | семейство Зонтичные |  |                |               |                  |                                                                               |
|  | отдел Цветковые, или Покрытосеменные |  |                                   |                                   |                     |  |                |               |                  |                                                                               |
|  |                                      |  | ещё 63 порядка цветковых растений | ещё 63 порядка цветковых растений |                     |  |                | ещё 447 родов | ещё 447 родов    |                                                                               |
|  |                                      |  |                                   | ещё 63 порядка цветковых растений |                     |  |                |               | ещё 447 родов    |                                                                               |

### Виды и инфравидовые таксоны
- в статусе подтвержденных
  - Torilis africana  Spreng. 
  - Torilis arvensis  (Huds.) Link 
  - Torilis elongata  (Hoffm. & Link) Samp. 
  - Torilis gaillardotii  Drude 
  - Torilis japonica  DC.  — Цепкоплодник японский
  - Torilis leptocarpa  (Hochst.) C.C.Towns. 
  - Torilis leptophylla  Rchb.f. 
  - Torilis nodosa  (L.) Gaertn. 
  - Torilis scabra  DC. 
  - Torilis stenocarpa  C.C.Towns. 
  - Torilis tenella  Rchb.f. 
  - Torilis triradiata  Boiss. & Heldr. 
  - Torilis ucranica  Spreng.

- в статусе «непроверенных»
  - Torilis behri  Sennen & Mauricio 
  - Torilis bracteosa  Bianca ex Nyman 
  - Torilis gracilis f. umbrosa  Engl. 
  - Torilis leucotricha  Pau 
  - Torilis scandicina  Adans. ex Schmidt. 
  - Torilis stocksiana  (Boiss.) Grossh. 
  - Torilis taihasenzanensis  Masam.